# حاسي القارة
إحدى بلديات ولاية غرداية، وتقع جغرافيا في أقصى الجنوب الغربي للولاية.